# Jerry Hall
 Jerry Faye Hall  (Gonzales, Texas, 2 juli 1956) is een Amerikaans model en actrice.

## Biografie
Hall werd geboren als dochter van Marjorie Sheffield en John P. Hall. Ze heeft een tweelingzus, Terry, en drie oudere zussen.
Tijdens een reis naar Europa op 16-jarige leeftijd werd ze in Saint Tropez als model gespot en door een modellenbureau naar Parijs gehaald. Daar deelde ze vervolgens een appartement met Grace Jones en met Jessica Lange, die op dat moment beiden ook modellenwerk deden. Ze stortte zich in het Parijse nachtleven, verscheen in talloze modebladen en maakte reclame voor onder andere Coca Cola en Calvin Klein.
In 1975, als 19-jarige, verscheen ze als model op de hoes van het album 'Siren' van de band Roxy Music en kreeg enkele maanden later verkering met de leadzanger Bryan Ferry. In 1976 trad ze op in een promotiefilmpje voor de single 'Let's stick together' van Bryan Ferry.
In datzelfde jaar verruilde ze Bryan Ferry voor Mick Jagger, die toen nog getrouwd was. Zijn vrouw Bianca Jagger vroeg in mei 1978 echtscheiding aan wegens zijn overspel met Hall.
Op 21 november 1990 trouwde Hall op het Indonesische eiland Bali met Mick Jagger, maar het was geen officieel huwelijk. Samen met Mick heeft ze vier kinderen: Elizabeth Jagger, James Jagger, Georgia May Jagger en Gabriel Jagger. In 1999 gingen ze uit elkaar, toen bleek dat Mick een kind verwachtte van het Braziliaanse model Luciana Gimenez.
In 1977 had ze al op veertig omslagen van modebladen gestaan, inclusief Elle, de Italiaanse Vogue en Cosmopolitan. In oktober 1985 sierde ze de omslag van de Playboy. In 1980 had ze haar eerste kleine rolletje in een film (Urban Cowboy) en vanaf 1989 trad ze op in vele films en tv-programma's.
Op 4 maart 2016 trouwde Hall (toen 59 jaar) in Londen met mediamagnaat Rupert Murdoch (84). Dit huwelijk eindigde augustus 2022 in een scheiding wegens "onverenigbare meningsverschillen". 
- Bibliothèque nationale de France: cb12158595g (data)
- Gemeinsame Normdatei: 143495666
- International Standard Name Identifier: 0000 0000 2452 3296
- Library of Congress Control Number: n85222824
- MusicBrainz: f53ad171-abfa-42aa-9c11-744eb1794e3a
- Nationale Bibliotheek van Israël: 987007408559505171
- Nationale Bibliotheek van Polen: a0000001286173
- SNAC: w67b6zr5
- Virtual International Authority File: 24639985
- WorldCat: E39PBJr3yYygyycXpWB7B6ptrq